# Ручківська сільська рада
Ручківська сільська рада — колишній орган місцевого самоврядування у Гадяцькому районі Полтавської області з центром у селі Ручки.

## Населені пункти
Сільраді були підпорядковані населені пункти:
- c. Ручки